# Michael Stifel
Michael Stifel, talvolta citato come Styfel o (erroneamente) Stiefel (Esslingen am Neckar, 1487 – Jena, 1567), è stato un matematico tedesco.
Monaco agostiniano, fu uno dei primi sostenitori di Martin Lutero e docente per molti anni all'università di Jena. Stifel è ricordato per aver scritto, nel 1544, il trattato Arithmetica integra, nel quale formulava la cosiddetta  regola di Stifel, che riguarda la somma dei coefficienti che compaiono nel triangolo di Tartaglia.
Ritenuto in Germania l'ideatore stesso del sopraccitato triangolo, è noto anche per essere stato uno dei precursori dei logaritmi ed aver osservato tra i primi le proprietà delle potenze.